# Strzyża
Strzyża (in tedesco: Striess, Strūss) è una frazione di Danzica, situata nella parte centro-occidentale della città.